# Inge Lammel

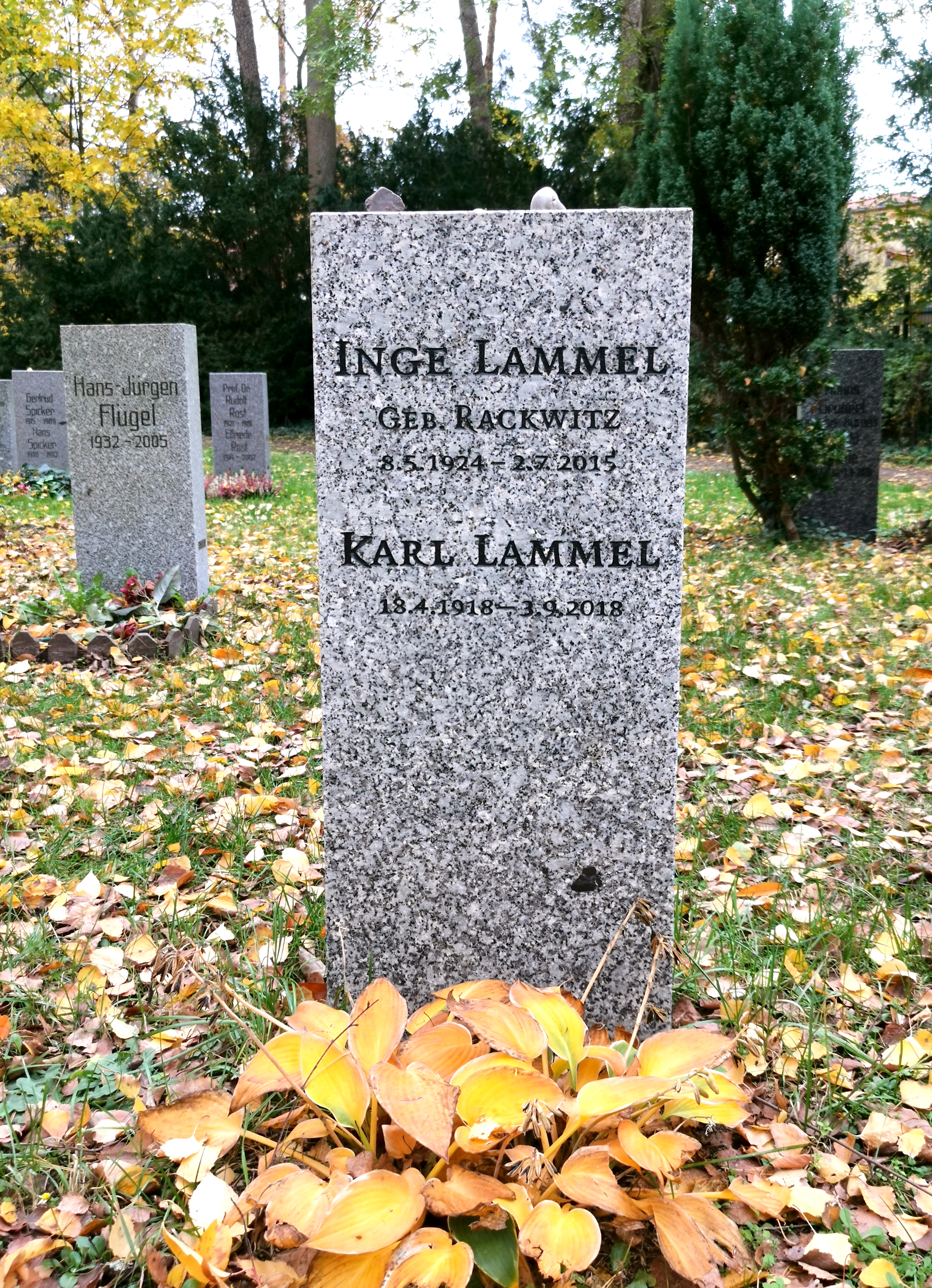
Grab auf dem Friedhof Pankow III, Feld 36 U

Inge Lammel, geb. Rackwitz (* 8. Mai 1924 in Berlin; † 2. Juli 2015 ebenda) war eine deutsche Musikwissenschaftlerin, die sich vor allem mit Arbeiterliedern beschäftigte. Sie floh als Jüdin 1939 nach Großbritannien und wurde auch durch die Aufarbeitung der Judenverfolgung während der Zeit des Nationalsozialismus in Berlin-Pankow bekannt.

## Leben
Inge Rackwitz wurde im Berliner Stadtteil Prenzlauer Berg in einer jüdischen Familie geboren. Ihr Vater war Bankangestellter und leitete mehrere Synagogenchöre. 1933 wurde er wie alle anderen jüdischen Angestellten entlassen. Sie besuchte die Grundschule und später wie ihre ältere Schwester das Lyzeum in Berlin-Lankwitz. Gelegentlich wurden sie als Juden auf dem Schulweg verprügelt oder waren anderen Diskriminierungen ausgesetzt. Nach Inkrafttreten der nationalsozialistischen Rassegesetze musste sie das Lyzeum am 31. März 1938 vorzeitig verlassen. Bei den Verhaftungen der  Reichspogromnacht wurde auch ihr Vater in das KZ Sachsenhausen verschleppt. Ihre Eltern wurden später im KZ Auschwitz ermordet.
Inge und ihre Schwester Eva konnten 1939 mit anderen jüdischen Kindern und Jugendlichen in einem Kindertransport in das Vereinigte Königreich gelangen. Sie wurden von Lehrerinnen in Sheffield aufgenommen. 1940 wurde sie als „Feindstaatenausländer“ interniert und verbrachte sechs Wochen auf der Isle of Man. Anschließend wurde sie in Bristol zur Säuglingspflegerin und Kindergärtnerin ausgebildet. 1944 zog sie nach London, wo sie deutsche politische Flüchtlinge traf und 1946 der Kommunistischen Partei Deutschlands beitrat. Außerdem war sie für die Free German League of Culture in Great Britain und in der Freien Deutschen Bewegung tätig.
Im Herbst 1947 kehrte sie nach Ost-Berlin zurück. Angeregt durch den ebenfalls aus dem britischen Exil zurückgekehrten Musikwissenschaftler Ernst Hermann Meyer studierte sie ab Oktober 1948 Musikwissenschaften an der Humboldt-Universität in Ost-Berlin. 1950 heiratete sie und nahm den Namen Lammel an. Der Ehe entstammen zwei Kinder. Inge Lammel wurde 1975 zum Thema Arbeiterlied promoviert. Sie baute das Arbeiterliedarchiv an der Akademie der Künste der DDR auf und leitete es von 1954 bis 1985. In dieser Zeit brachte sie zahlreiche Sammlungen politischer Lieder heraus. Ab 1991 erforschte sie das Schicksal jüdischer Familien in Berlin-Pankow. Sie war Mitbegründerin des Pankower Bundes der Antifaschisten.
2006 gehörte Inge Lammel zu den Unterstützern der „Berliner Erklärung“ der Initiative „Schalom 5767 – Frieden 2006“, die für eine Palästina-Politik entsprechend den Grundsätzen des Humanismus und des Völkerrechts eintritt.

## Auszeichnungen und Ehrungen
- 1966: Kunstpreis des FDGB[7]
- 1971: Hanns-Eisler-Preis (zusammen mit Jürgen Elsner)
- 1975: Vaterländischer Verdienstorden in Bronze
- Von November 2011 bis zu ihrem Tod war Inge Lammel Ehrenvorsitzende des Landesverbandes Berlin der VVN-BdA.
- 2012: Verdienstkreuz am Bande der Bundesrepublik Deutschland[8]

## Werke

### Liedersammlungen (Auswahl)
- Lieder der Revolution von 1848. Hofmeister, Leipzig 1957
- Lieder gegen Faschismus und Krieg. Hofmeister, Leipzig 1958
- Lieder der Agitprop-Truppen vor 1945.Hofmeister, Leipzig 1959
- Lieder zum ersten Mai. Hofmeister, Leipzig 1959
- Lieder der Arbeiterkinder. Hofmeister, Leipzig 1960
- Lieder der Arbeiterjugend. Hofmeister, Leipzig 1960
- Lieder der Partei. Hofmeister, Leipzig 1961 (mit Günter Hofmeyer)
- Lieder des Roten Frontkämpferbundes. Deutsche Akademie der Künste, Berlin 1961
- Lieder aus den faschistischen Konzentrationslagern. Hofmeister, Leipzig 1962 (mit Günter Hofmeyer)
- Kämpfen und Singen. Zentralhaus für Kulturarbeit, Leipzig 1965
- Kopf hoch, Kamerad. Dokumente aus faschistischen Konzentrationslagern. Henschel, Berlin 1966
- Songs für Vietnam. Deutsche Akademie der Künste, Berlin 1966
- Hundert Jahre deutsches Arbeiterlied. Eine Dokumentation. Deutsche Akademie der Künste, Berlin 1966 (Textheft zur gleichnamigen Doppel-LP von Eterna)
- Mit Gesang wird gekämpft. Lieder der Arbeiterbewegung. Dietz, Berlin 1967
- Lieder der deutschen Turn- und Sportbewegung. Hofmeister, Leipzig 1967
- Das Arbeiterlied. Reclam, Leipzig 1970 (auch Röderberg, Frankfurt/Main 1973)
- Hundert proletarische Balladen 1842–1945. Verlag Neues Leben, Berlin 1975 (mit Ilse Schütt; auch Damnitz, München 1975)
- Kampfgefährte – unser Lied. Tribüne, Berlin 1978
- Wir packen’s an. Politische Lieder aus der BRD. Lied der Zeit, Berlin 1978
- Lied und politische Bewegung. Zentralhaus-Publikationen, Leipzig 1984
- Und weil der Mensch ein Mensch ist. Deutscher Verlag für Musik, Leipzig 1986
- Sachsenhausen-Liederbuch. Edition Hentrich, Berlin 2000, ISBN 3-89468-162-4 (mit Günter Morsch)

### Werke
- Bibliographie der deutschen Arbeiterliedbücher 1833–1945. Deutscher Verlag für Musik, Leipzig 1977.
- Das Jüdische Waisenhaus in Berlin. Seine Geschichte in Bildern und Dokumenten.  Verein der Förderer und Freunde des ehemaligen Jüdischen Waisenhauses in Pankow, Berlin 2001, ISBN 978-3-9808577-1-0, DNB 1055916849.
- Alexander Beer:  Baumeister der Berliner Jüdischen Gemeinde. Stiftung Neue Synagoge Berlin, Centrum Judaicum. Hentrich und Hentrich, Teetz, Berlin 2006, ISBN 3-938485-20-5 (= Jüdische Miniaturen. Band 41).
- Arbeiterlied – Arbeitergesang. Hundert Jahre Arbeitermusikkultur in Deutschland. Aufsätze und Vorträge aus 40 Jahren 1959–1998. Hentrich und Hentrich, Berlin 2002, ISBN 3-933471-35-4.
- Jüdische Lebenswege, ein kulturhistorischer Streifzug durch Pankow und Niederschönhausen.  Hrsg. vom Förderverein Ehemaliges Jüdisches Waisenhaus Pankow mit Rudolf Dörrier, …  2. Auflage, Hentrich & Hentrich, Berlin 2007, ISBN 978-3-938485-53-8.